# Kostel Stětí svatého Jana Křtitele (Cvrčovice)
Kostel Stětí sv. Jana Křtitele ve Cvrčovicích v severní části obce Podolanka v okresu Praha-východ je jednolodní, původně gotický kostel ze 14. století. Je chráněn jako kulturní památka České republiky. Kostel byl dlouho opuštěný a zanedbaný. V péči obce Podolanka, která v roce 2008 kostel převzala od církve, získal novou střechu, zvonici, opravena byla márnice a zeď kolem areálu kostela. V současné době je využíván pro mše k významným příležitostem, svatbám a ke koncertům.

## Historie
První zpráva o něm pochází z roku 1309 a je uvedena v listinách Vyšehradské kapituly. Později byl kostel přestavěn renesančně a byl obklopen hřbitovem; z něj se dochovala mj. barokní brána a márnice.
Kostel sloužil až do padesátých let 20. století, poté chátral. Vnitřní zařízení bylo poničeno a rozkradeno, nosné zdi začaly praskat. Zásluhou místních obyvatel v roce 2008 darovalo Arcibiskupství pražské kostel obci Podolanka.
V únoru 2009 byl okolo kostela natáčen film Filantropos odehrávající se ve válkou poničeném Kosovu.[zdroj⁠?!] Obvodová zeď byla opravena s využitím dotace od Ministerstva kultury, v září 2009 byla z obecního rozpočtu opravena okna.
V roce 2014 je kostel po rekonstrukci střechy. V září se vrací do nově zavěšené zvoničky i dva zvony.
V současnosti obec hledá prostředky pro další rekonstrukci kostela.
Okolo kostela vede červeně značená turistická trasa 0003 z Vinoře do Miškovic.